# Titanate de lithium
Le titanate de lithium est un composé chimique de formule Li2TiO3. Il se présente comme un solide blanc cristallisé fondant entre 1 520 et 1 564 °C et dont la masse volumique à température ambiante vaut 3,43 g/cm3. Il s'agit d'une céramique dont la phase la plus stable, notée β-Li2TiO3, cristallise dans le système monoclinique avec le groupe d'espace C2/c (no 15) et les paramètres cristallins a = 504,1 pm, b = 880,6 pm, c = 972,6 pm et β = 100,0°. Cette structure cristalline se compose de couches d'octaèdres TiO6 partageant leurs arêtes, les cations de lithium Li+ étant incorporés à la fois au sein de ces couches et entre deux couches contiguës. Une phase cubique se forme réversiblement au-dessus de températures de l'ordre de 1 150 à 1 250 °C ; notée γ-Li2TiO3, elle se comporte comme une solution solide. À températures plus basses, il existe une phase cubique métastable notée α-Li2TiO3, isostructurelle avec la phase γ-Li2TiO3, qui se convertit en phase β à 400 °C. On peut trouver du titanate de lithium dans le commerce à température ambiante sous la forme d'une poudre blanche. 
On prépare le Li2TiO3 généralement à partir d'un mélange de carbonate de lithium Li2CO3, de nitrate de titane (en) Ti(NO3)4 et d'acide citrique traité par calcination, compaction et frittage. Le matériau nanocristallin obtenu peut être utilisé comme précurseur en raison de sa grande pureté.
Le titanate de lithium peut être utilisé comme cathode de pile à combustible à carbonate fondu et de certains accumulateurs lithium-ion. Dans ces derniers, le titanate de lithium stabilise les conducteurs cathodiques LiMO2, où M représente un métal comme le fer, le manganèse, le chrome ou le nickel, qui forment des couches avec le Li2TiO3 pour permettre la diffusion du lithium. Le titanate de lithium peut également être utilisé sous forme de nanocristaux à la surface de l'anode des accumulateurs au titanate de lithium à la place du carbone des accumulateurs lithium-ion, ce qui accroît considérablement la surface spécifique à l'anode et permet un chargement plus rapide au détriment de la densité massique d'énergie de l'accumulateur.
Le lithium 6 étant un isotope susceptible de produire du tritium par absorption de neutrons thermiques, des galets céramiques constitués de titanate de lithium Li2TiO3 et d'orthosilicate de lithium Li4SiO4 sont des matériaux étudiés notamment dans le réacteur thermonucléaire expérimental international ITER pour réutiliser les neutrons thermiques quittant le plasma afin de produire du tritium susceptible de poursuivre la réaction de fusion nucléaire tout en libérant 4,8 MeV par noyau de tritium formé :
6
3Li + 1
0n ⟶ 4
2He (2,05 MeV) + 3
1T (2,75 MeV).